# 斯蒂芬·瓊斯
斯蒂芬·瓊斯（英語：Stephen Jones；1977年12月8日—）是一位已經退役的威爾斯橄欖球運動員。他是威爾斯國家橄欖球隊的一員，代表威爾斯參加了2011年世界盃橄欖球賽。